# Zygmunty (województwo podlaskie)
Zygmunty – wieś w Polsce położona w województwie podlaskim, w powiecie monieckim, w gminie Krypno.
W latach 1975–1998 miejscowość należała administracyjnie do województwa białostockiego.
Przez miejscowość przebiega droga wojewódzka nr 671.
Wierni kościoła rzymskokatolickiego należą do parafii Narodzenia Najświętszej Maryi Panny w Krypnie.